# Aumelas
Aumelas település Franciaországban, Hérault megyében. Occitánul: Aumelaç vagy régiesen Omelàs. Lakosainak száma 582 fő (2022. január 1.). Aumelas La Boissière, Cournonterral, Gignac, Montbazin, Plaissan, Saint-Bauzille-de-la-Sylve, Saint-Pargoire, Saint-Paul-et-Valmalle, Vendémian és Villeveyrac községekkel határos.

## Népesség
A település népességének változása:
| Lakosok száma | 225  | 245  | 332  | 449  | 507  | 519  | 526  | 531  | 552  | 582  |
|               | 1968 | 1982 | 1990 | 2006 | 2013 | 2015 | 2017 | 2019 | 2020 | 2022 |